# Gisèle Pelicot
Gisèle Pelicot, née Guillou le 7 décembre 1952 à Villingen en Allemagne, est une cadre retraitée française connue pour avoir été la victime de l'affaire des viols de Mazan. Elle renonce à l'anonymat dès le début du procès pour les viols collectifs subis de 2011 à 2020. Elle force ainsi le débat public sur la question des agressions sexuelles. L'affaire a un retentissement international.
Pendant neuf ans, son mari Dominique Pelicot la place régulièrement à son insu dans un sommeil par soumission chimique, pour la violer et la faire violer par d'autres hommes. Les faits, mis au jour en 2020, sont sanctionnés par la cour criminelle d'Avignon au terme d'un procès de près de quatre mois ; les cinquante mis en cause sont reconnus coupables le 19 décembre 2024 (quarante-six de viol aggravé, deux de tentatives de viol et deux d'agression sexuelle, ainsi qu'un cinquante-et-unième pour le viol de son épouse selon la même méthode, en présence de Dominique Pelicot) et condamnés à des peines allant de trois à vingt ans de réclusion criminelle.
Son comportement pendant le procès, et notamment son renoncement à l'anonymat par la levée du huis-clos, confère à Gisèle Pelicot une réputation internationale. Globalement qualifiée d'« icône » du féminisme, elle est louée pour avoir donné une visibilité dans le monde entier à ce qui lui est arrivé, en pensant à ses enfants et petits-enfants, à son legs pour les générations futures, ainsi qu'à toutes les victimes d'agression sexuelle à travers le monde, afin que la honte n'entache pas les victimes, mais les agresseurs sexuels.

## Biographie
Gisèle Marie Françoise Guillou naît le 7 décembre 1952 à Villingen, dans le sud-ouest de l'Allemagne où son père, militaire de carrière, est alors en poste dans la zone d'occupation française. Elle arrive en France à l'âge de cinq ans et a neuf ans quand sa mère meurt d'un cancer, à l'âge de 35 ans. En 1971, elle rencontre Dominique Pelicot. Elle l'épouse deux ans plus tard, en avril 1973 ; leur divorce sera prononcé en 2024 peu avant le début du procès pour viols. Le couple a trois enfants : David Pelicot, Caroline Darian et Florian Pelicot.
Après plusieurs années d'intérim, elle intègre EDF. Elle y termine sa carrière comme cadre dans un service de logistique pour les centrales nucléaires.

## Victime d'une affaire exceptionnelle de viols en France
Sur une période de neuf ans, de juillet 2011 à octobre 2020, à plusieurs reprises, Gisèle Pelicot est placée par son mari à son insu dans un sommeil induit par soumission chimique, dans un objectif d'agressions sexuelles et de traite sexuelle auprès d'hommes de son village et des alentours,. Les faits se déroulent au domicile du couple à Mazan, dans le Vaucluse, mais aussi en Île-de-France et sur l'île de Ré. Le mari l'a ainsi soumise à plus de 200 viols, par au moins 70 hommes. Il a pris plus de 20 000 photos et vidéos des scènes. Une trentaine de ces hommes n'ont pas pu être identifiés ; le mari et cinquante autres sont reconnus coupables par la cour criminelle qui siège à Avignon pendant l'automne 2024. Dix-sept d'entre eux font appel de cette décision mais par la suite, ils se désistent tous sauf un.

## De victime à combattante contre les violences sexuelles
Gisèle Pelicot prend la décision de rendre public le procès de ses violeurs. Ainsi elle expose sciemment au regard de tous ses agresseurs, afin que la honte ne soit pas associée à la victime mais aux criminels,. Un autre enjeu est de mettre au grand jour le viol et les agressions sexuelles sous soumission chimique,.
Selon le journal Libération, Gisèle Pelicot a marqué l'année 2024 en passant du statut de « victime à icône ».
Son choix de lever le voile sur son identité, alors que la loi lui permettait le huis clos, a attiré l'attention du monde entier sur elle.
Selon USA Today, le fait que Gisèle Pelicot ait rendu public son identité ainsi que la procédure judiciaire, fait « toute la différence » en envoyant le message clair aux personnes survivantes d'abus sexuels qu'elles ne sont pas seules.
Son geste courageux l'a propulsée du statut de victime à celui d'icône féministe mondialement reconnue,,,,,,,,. Tel que rapporté par Diane de Vignemont, Gisèle Pelicot rappelle pour sa part au tribunal que ce n'est pas le courage qui l'anime mais plutôt sa détermination à changer la société.

L'Agence France-Presse mentionne cette transition de victime à icône féministe planétaire : 

« Devenue l'incarnation des victimes de violences sexuelles, icône féministe planétaire, Gisèle Pelicot a affronté ses bourreaux la tête haute pendant les quatre mois du procès des viols de Mazan, femme toujours debout même si elle se dit "détruite" à l'intérieur. »

## Engagement féministe
À l'occasion du procès des violeurs, Gisèle Pelicot aurait pu choisir l'anonymat et éviter le risque de l'humiliation publique. Elle décide de porter sa cause en public, ce qui implique de faire face aux vidéos des viols, aux accusés et de mettre à la vue de tous, les évènements. Elle fait ce choix consciemment, pour que la honte change de camp, et c'est ce courage qui lui vaut d'être perçue mondialement comme un symbole du féminisme.
Pour sa part, Gisèle Pelicot réfute ce qualificatif de courage, et met plutôt en avant sa volonté et sa détermination à lever le voile sur le viol et à faire évoluer la société.
Selon Belinda Luscombe (en) du Time, l'histoire menant aux viols que Gisèle Pelicot a subis implique des lacunes, imputées à la culture du viol en France, invisibilisant des comportements répréhensibles « Il n'y a pas d'hommes héros dans cette histoire, à part ceux dont le métier est de déterrer le crime. Il y a bien sûr une femme héroïne : Gisèle Pelicot. » Luscombe ajoute que si ce n'était pas de la détermination de Gisèle Pelicot de rendre son cas public et de sa volonté de lever son anonymat, le procès aurait probablement attiré peu d'attention.
Selon le Time, qui la présente aussi en tant qu'icône féministe, Gisèle Pelicot représente la « victime parfaite », toutes les victimes n'ont pas ce type de profil, et son geste historique pourrait ne pas transformer la société car les victimes parfaites sont rares, et que les femmes dont les agressions sexuelles sont moins bien documentées et qui essaient de parler ou porter plainte peuvent attirer scepticisme ou du victim-blaming à leur encontre Le Time précise que cela n'enlève rien au courage dont a fait preuve Gisèle Pelicot de noter que son cas était d'« acier ». Le Time rappelle que la honte a encore un long chemin à faire avant de changer de côté.
En 2020 en France, une large majorité (94 %) des affaires de viol sont classées sans suite, selon un rapport de 2024 de l'Institut des politiques publiques. Selon la même source, seulement 10 à 15 % des plaintes recevables pour viol en France se terminent par une condamnation. Pour Gisèle Pelicot, les victimes ignorées partagent la même lutte qu'elle, et c'est ce qui motive son geste de porter sa cause en public.
Le geste de solidarité de Gisèle Pelicot ravive le mouvement #MeToo et les discours autour de la culture du viol en France,,. NBC News souligne qu'en France, le consentement de la victime n'est pas un critère pour établir s'il y a viol ou pas.
Elle fait le choix de rendre publiques les audiences du procès, ce qui constitue une décision exceptionnelle. Elle accepte d'être identifiée en tant que victime, ce qui lui vaut le statut d'héroïne selon nombre de commentateurs, journaux, groupes et associations à travers le monde,,,,,,,. Elle déclare vouloir que les gens connaissent son nom. Tel que rapporté dans son discours final devant la Cour, Gisèle Pelicot a clairement affirmé qu'elle souhaite que toute cette humiliation publique n'ait pas été vaine et elle déclare : « Il est temps que change cette société machiste et patriarcale, qui banalise le viol ».
Le geste de Gisèle Pelicot, de porter sa cause en public malgré la honte associée au fait d'être victime de viol, est perçu comme un exemple féministe de courage : « si Madame Pelicot a pu le faire, nous pouvons aussi ».
Selon Rebecca Solnit, de The Guardian, la France a un long historique de tolérance envers les agressions sexuelles et de misogynie rampante, mais la réponse massive et mondiale en soutien à Gisèle Pelicot démontre qu'il faut rejeter la honte. Selon cette même source, la sortie publique de Gisèle est une prise de contrôle du narratif, soulignant deux décisions clé la transformant en héroïne internationale : sa décision de poursuivre devant la justice et de briser l'anonymat. En écrivant sa propre histoire, Gisèle Pelicot a changé l'histoire qui veut que les femmes victimes de viol soient humiliées, blâmées et harcelées dans les tribunaux.
Selon Gisèle Pelicot, ce qui motive sa sortie publique et lui a donné du courage, c'est sa croyance dans le besoin de se pencher sur la banalisation du viol dans la société française. Elle dit aussi mener son combat pour ses petits-enfants.
Selon Umni Khan, chercheuse en matière de genre, de sexualité et de droit, Gisèle Pelicot a remis en question les mythes à propos des agressions sexuelles, tels que la croyance d'être en sécurité chez-soi et que les violeurs sont des inconnus : ils peuvent être des voisins, des gens proches.
Anne Marie Lecomte, de Radio-Canada, mentionne que « Si Gisèle Pelicot est devenue une héroïne féministe, comme l'a dit le New York Times, et un tel symbole de courage, c'est parce qu'elle a fait entendre sa voix, justement, et qu'elle a affronté à visage découvert ses agresseurs. ».
Gisèle Pelicot, épuisée après un procès judiciaire éprouvant, déclare vouloir prendre du temps avec sa famille et ses amis pour Noël, avant de décider si elle devient ou non plus active dans la campagne pour un meilleur traitement des victimes de viol ; elle indique avoir mené son combat pour les générations futures et non pas pour être vue comme extraordinaire ou comme une icône.
Gisèle Pelicot écrit son autobiographie engagée Hymne à la vie, qui doit paraître le 27 janvier 2026,.

## Influence internationale
Le choix de Gisèle Pelicot de rendre public le viol de masse qu'elle a subi est perçu à l'international comme un geste féministe héroïque,, bien qu'elle n'ait aucunement choisi « de passer si rapidement de modeste grand-mère à icône féministe mondiale », selon le magazine Forbes qui ajoute : « Elle offre aussi au monde entier, avec élégance, un exemple à suivre du pouvoir des femmes âgées ».
La BBC lui donne une place parmi son palmarès des 100 femmes les plus influentes de 2024. Elle décrit Gisèle Pelicot comme un symbole international de courage et de résilience, comme une grand-mère qui inspire le monde qui espère que son geste apportera du changement dans la loi française, et les attitudes concernant le consentement.
Le fait que Gisèle Pelicot choisisse de revivre sa souffrance en public, au nom de toutes les victimes de violence sexuelles, partout à travers le monde, fait d'elle une icône du féminisme, selon le Financial Times, qui l'inscrit à son palmarès des 25 femmes les plus influentes de 2024 :

« Si l'affaire fascine, ce n'est pas seulement à cause de l'ignominie des actes, dans leur ampleur et leur horrible banalité, mais à cause de la figure unique de la victime. Après des années d'abus, Pelicot est devenue une héroïne, une icône du féminisme »

.
The Independent indique que sur les réseaux sociaux les utilisateurs demandent que Gisèle Pelicot soit nommée Person of the Year, par le Time, à la place de Donald Trump. Tel que rapporté dans l'article de The Independent, Gisèle Pelicot affirme que malgré l'énorme prix personnel à payer pour sa sortie publique elle n'a jamais regretté le sacrifice de se départir de son droit à l'anonymat, car elle croit en l'importance que la société voie ce qui se passe et d'agir au nom de toutes les femmes.
Gisèle Pelicot est nommée « Personnalité de l'année 2024 » par The New European pour avoir changé les règles, inversé le langage et donné aux femmes la permission de rejeter la honte.
Le 27 septembre 2024, le Council on Foreign Relations a déclaré Gisèle Pelicot « Femme de la semaine », pour avoir courageusement choisi de rendre public son procès malgré son droit à l'anonymat.
Le foulard porté par Gisèle Pelicot lors du procès est un cadeau offert par les membres de l'association aborigène Australia's Older Women's Network en signe de reconnaissance de son courage pour avoir rendu public les crimes qu'elle a subis. Ce foulard symbolise la solidarité des femmes âgées, issues des Premières Nations d'Australie, avec Gisèle Pelicot, qui ont enduré des siècles de violence sexuelles (en).
La BBC souligne qu'elle est devenue le symbole d'un combat qu'elle n'a pas choisi, mais que cette forte notoriété risque de la suivre, bien qu'il soit peu probable qu'elle commence une carrière de militante. Ses avocats rappellent qu'elle souhaite vivre de la manière la plus normale possible mais n'a pas peur d'un nouveau procès. Le 28 décembre 2024, dix-sept accusés font appel de leur condamnation. Gisèle Pelicot se déclare « sereine face à cette situation » et prête à faire face à un jury populaire,.
Courrier international rapporte qu'en Belgique, le magazine Knack a nommé Gisèle Pelicot « Personnalité de l'année 2024 ». Le magazine Pivot au Québec en fait autant
Le lendemain du verdict, Gisèle Pelicot fait la une de la presse internationale, qui met en avant son courage et salue une victoire « historique ».
Pour Nishtha Gautam de NDTV, Gisèle Pelicot illustre aussi le phénomène que les femmes ne sont pas en sécurité et qu'il leur est difficile d'obtenir ce que Maslow décrit comme un besoin fondamental : se sentir en sécurité, à la maison. En prenant parole, Gisèle Pelicot a choisi de ne plus être qu'un corps objectifié ; c'est-à-dire une entité moins qu'humaine.

## Reconnaissance et impact
Malgré la reconnaissance sociale, et le soutien à l'extérieur de la Cour de Justice, Gisèle Pelicot a fait face aux mêmes types de questions que d'innombrables victimes de viol avant elle.
Dans une lettre ouverte au quotidien britannique The Guardian, le militant féministe Chris Green (en), co-fondateur de la Campagne du ruban blanc, affirme que de nombreux hommes espèrent voir un changement quant à la culture d'objectification des femmes et l'attitude masculine à se croire tout permis, mais qu'il ne sont pas encore prêts à s'engager.
Le 31 décembre 2024, Le Figaro révèle que Gisèle Pelicot est élue personnalité la plus marquante de l'année 2024 selon une enquête Odoxa. L'article précise que « C'est bien la personnalité de Gisèle qui a marqué les Français, et non le procès en lui-même. De fait, les sondés, interrogés également sur les événements marquants de l'année, ne mettent le procès qu'en 6e position ».

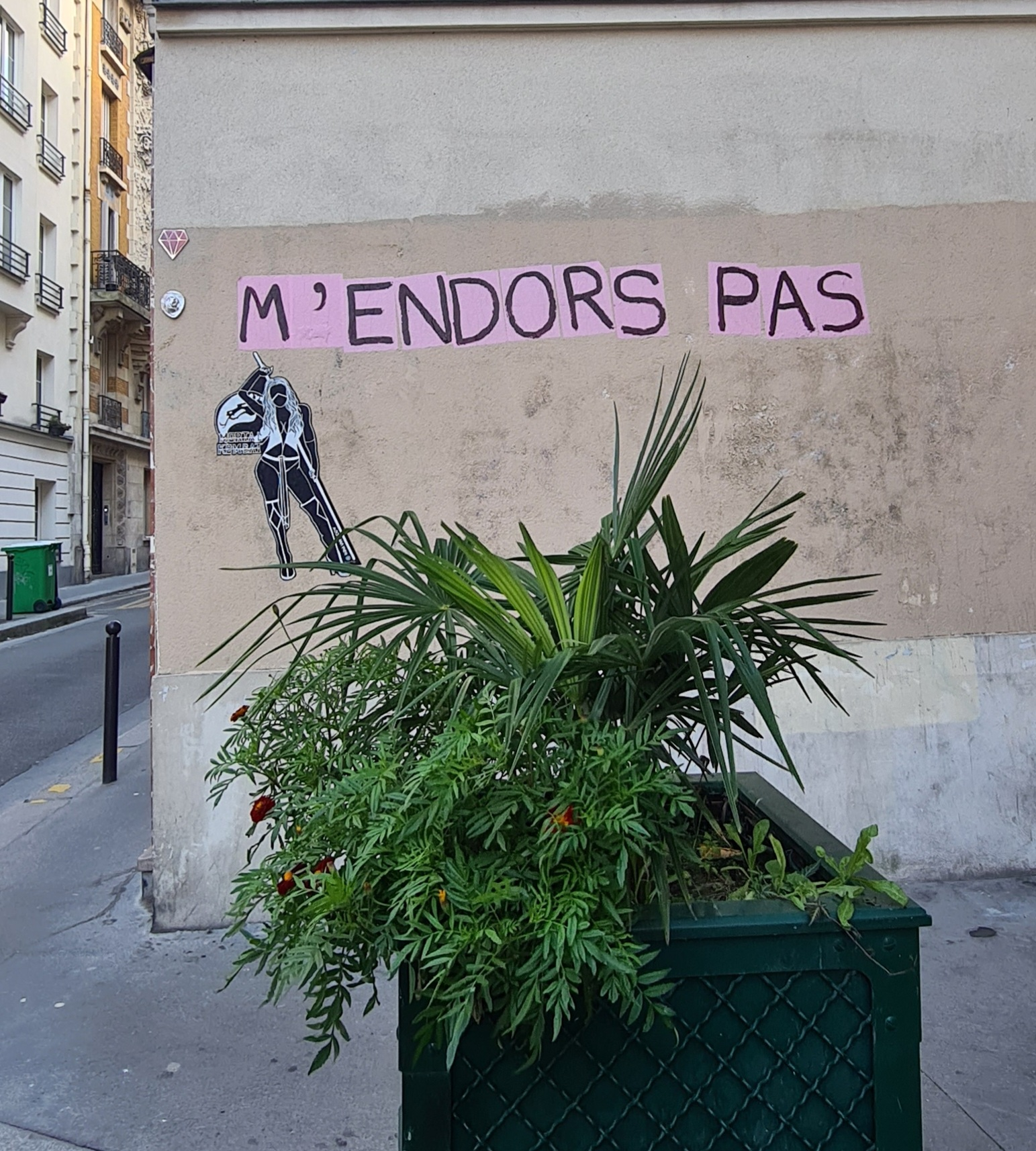
Collage féministe à Paris rue Nollet : M'endors pas.

Le 14 juillet 2025, elle est nommée chevalière de la Légion d'honneur.

### Remerciements et soutien politique
Après le verdict, Gisèle Pelicot est remerciée par l'ensemble de la classe politique française pour son courage et sa dignité lors du procès, notamment par le président français, Emmanuel Macron, le Premier ministre, François Bayrou, et la présidente de l'Assemblée nationale, Yaël Braun-Pivet.
Elle reçoit également le soutien et la reconnaissance de dirigeants étrangers, comme le président du gouvernement espagnol, Pedro Sánchez, et le chancelier allemand, Olaf Scholz qui pour sa part affirme que Gisèle Pelicot « a offert aux femmes à travers le monde une prise de parole forte. La honte doit toujours retomber sur les agresseurs. »
Elle reçoit également une lettre de Camilla, reine consort du Royaume-Uni, qui a été touchée par « sa dignité » et « son courage ».

### Impacts politiques
En France, les quelques personnalités politiques s'emparant du sujet des violences sexistes, durant toute la durée de la procédure judiciaire, sont des femmes.
Le ministre de la Justice, Didier Migaud déclare, en septembre 2024 à l'occasion du procès de Mazan, être en faveur de l'ajout de la notion de consentement à la définition légale du viol en France,. La loi française n'inclut pas de notion de consentement.
Sara McDougall (en), historienne spécialisée dans les procès pour viol et les viols en France, mentionne qu'en France, comme le procès Pelicot a été mis à la vue de tous par le choix de Gisèle Pelicot de briser l'anonymat, il y a désormais un débat ouvert concernant le consentement, bien que la notion de culture du viol soit plutôt souvent perçue en France comme un produit moqué de la culture américaine, tandis que la culture française est bien plus libertine.

### Un exemple pour d'autres femmes
L'action de Gisèle Pelicot apparait comme un exemple qui peut libérer la parole d'autres femmes. Certaines femmes témoignent ainsi avoir subi une probable soumission chimique de la part de leur ex compagnon,. D'autres déclarent vouloir porter plainte, parfois longtemps après les faits de viols ou d'agression sexuelle,.

### Hommages
Une fresque en soutien à Gisèle Pelicot est réalisée par l'artiste de rue Maca, en France à Gentilly.
La ministre espagnole de l'Égalité, Ana Redondo García, annonce qu'un nouveau centre d'accueil pour les femmes victimes de violences sexistes dans la région des Asturies portera le nom de Gisèle Pelicot.
Un portrait de Gisèle Pelicot illustre l'affiche de la 3e édition du colloque Le Temps des féminismes accueilli dans l'église Saint-Guillaume de Strasbourg en mars 2025.

## Distinctions

### Décorations
Le 11 juillet 2025, elle est nommée au grade de chevalier dans l'ordre national de la Légion d'honneur au titre d'« ancienne cadre logistique du secteur industriel ; 20 ans de services »,.

### Prix et distinctions
- BBC 100 Women : une des 100 femmes les plus inspirantes et influentes du monde de 2024, selon la BBC[38].
- FT's 25 Most Influential Women : une des 25 femmes les plus influentes de 2024, selon le Financial Times[52].
- The New European's Person of the Year : personnalité de l'année 2024, selon The New European[53].
- CFR's Women Around the World: This Week : femme de la semaine du 27 septembre 2024, selon le Council on Foreign Relations[39].
- Personnalité la plus marquante de l'année 2024, d'après une enquête Odoxa menée pour Public Sénat et vingt médias régionaux[64].
- Time Women of the Year : une des femmes de l'année 2025 du Time[81].
- The Independent's Influence List : première place parmi les 50 femmes les plus influentes du monde de 2025 qui façonnent la société britannique d'aujourd'hui, selon The Independent[82].
- Lauréate du Prix Liberté 2025 de la région Normandie « pour son combat contre la banalisation du viol et des violences sexuelles »[83] ; ne souhaitant pas apparaître en public avant le procès en appel, le prix est remis au Zénith de Caen à son fils cadet Florien[84].

### Pétition sollicitant sa candidature au Prix Nobel de la Paix
Le 20 décembre 2024, l'autrice et journaliste britannique Catherine Mayer (en) lance une pétition pour proposer Gisèle Pelicot comme candidate au prix Nobel de la paix,. Elle argumente que « personne ne mérite plus que Pelicot le prix Nobel de la paix ». La version en langue française paraît le 8 janvier, et recueille plus de 47 000 signatures en 48 heures et près de 90 000 en cinq jours,,. Mais cette initiative ne suffira pas à lui assurer une candidature. Dans les critères de l'institut Nobel norvégien, les propositions de candidatures sont réservées à certaines catégories de personnes et institutions très stratégiques et politiques.

## Atteinte à la vie privée
Le 17 avril 2025, Paris Match publie des photos de Gisèle Pelicot prises à son insu dans les rues de la ville où elle réside désormais, la montrant avec un homme présenté comme son nouveau compagnon. Elle assigne alors le journal devant le tribunal judiciaire de Nanterre pour atteinte à la vie privée et au droit à l'image, mais les deux parties se mettent d'accord en juin pour que Paris Match verse 40 000 euros à deux associations aidant des femmes et enfants victimes de violences intrafamiliales : Womensafe & Children, un centre d'accueil en Île-de-France, et Isofaculté, un centre d'équithérapie à Mazan,.